# NGC 927
NGC 927 je galaksija u zviježđu Ovan.

## Vanjske poveznice
- SEDS: NGC 927